# 769-es busz
A 769-es jelzésű helyközi autóbusz Baracska, sportpálya és Martonvásár, vasútállomás között közlekedik. A járatot a MÁV Személyszállítási Zrt. üzemelteti.

## Története
2019. július 1-jén a Velencei-tó környéki autóbuszvonalakon bevezették a háromjegyű vonalszámozást. A 769-es autóbusz Baracska és Martonvásár között közlekedik.

## Megállóhelyei
| 0  | Baracska, sportpálya végállomás                | 10 | 1                                                     |
| 1  | Baracska, községháza                           | 9  | 1                                                     |
| 2  | Baracska, Kossuth utca                         | 8  | 1 749, 759                                            |
| 3  | Baracska, alcsútdobozi útelágazás              | 7  | 1 702                                                 |
| 6  | Martonvásár, Fehérvári utca                    | 4  | 702, 749, 759                                         |
| 8  | Martonvásár, posta                             | 2  | 702, 704, 749, 759, 8238                              |
| 10 | Martonvásár, vasútállomás vonalközi végállomás | 0  | 702, 703, 704, 749, 759, 8238 S30 Z30 S34 S35 S36 G43 |